# منتخب إثيوبيا تحت 20 سنة لكرة القدم
منتخب إثيوبيا تحت 20 سنة لكرة القدم هو ممثل إثيوبيا الرسمي في المنافسات الدولية في كرة القدم في فئة كرة قدم تحت 20 سنة للرجال
، يديريه اتحاد إثيوبيا لكرة القدم.